# PZL TS-11 Iskra
PZL TS-11 Iskra byl polský vojenský proudový cvičný letoun, který byl v polovině roku 1962 v soutěži o standardní proudový cvičný letoun států Varšavské smlouvy v Moninu u Moskvy jednoznačně poražen československým letounem L-29 Delfín. Jeho vývoj však přesto pokračoval a později byla vytvořena jeho bitevní a také průzkumná varianta. Během 25 let produkce bylo vyrobeno celkem 424 letadel všech modifikací. V roce 1975 bylo 50 strojů dodáno do Indie a v 90. letech dalších 26 kusů. Iskra byla stažena ze služby u Indického letectva 16. prosince 2004.

## Vývoj

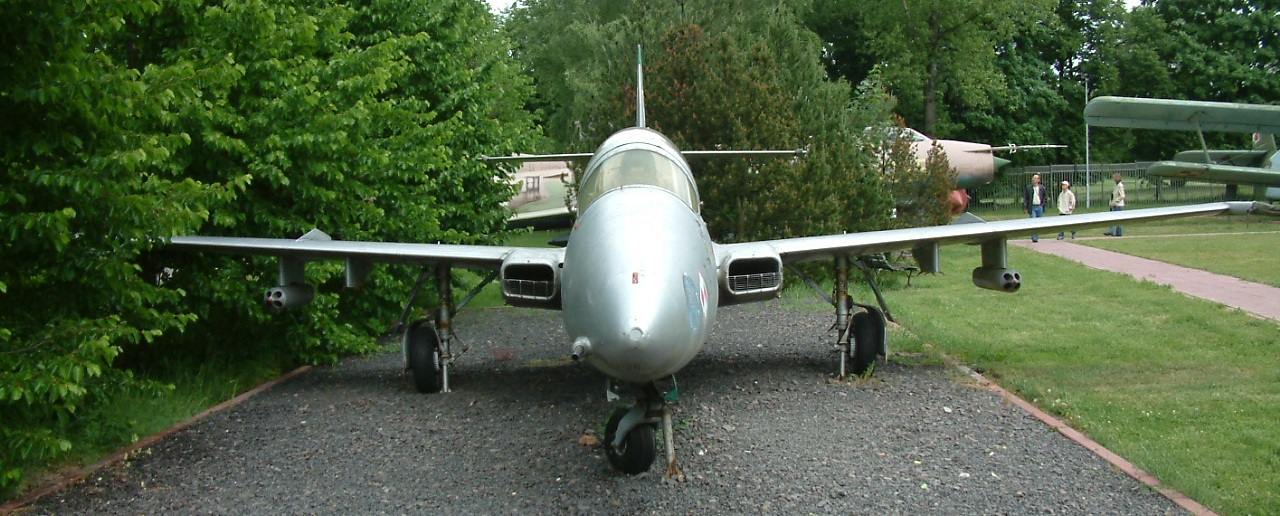
PZL TS-11

TS-11 Iskra vznikl v konstrukční kanceláři Leteckého institutu WSK Okecie v roce 1957 pro potřeby výcviku polských pilotů. Stavba čtyř prototypů započala na podzim roku 1958, z nichž první určený pro statické a lámací zkoušky byl dokončen v březnu 1959. První létající prototyp (02) zalétal ing. Andrzej Ablamowicz 5. února 1960 s motorem Bristol Siddeley Viper 8 o tahu 7,8 kN. Do července 1961 se ke zkouškám připojily další dva prototypy s motorem HO-10 o tahu 7,74 kN, 03 bez výzbroje a 04 již s párem křídlových závěsníků, kanónem ráže 20 mm a fotokulometem. V roce 1964 byl do prototypu 03 instalován první proudový motor navržený polskými konstruktéry SO-1 (silnik odrzutowy), s nímž upravený stroj ještě téhož roku ustanovil čtyři světové rekordy ve své třídě. V první polovině 70. let byly v závodě WSK-Mielec motory SO-1 zpětně montovány do Isker prvních sérií.
V roce 1963 byla zahájena sériová výroba ve WSK Mielec, úvodní sériový letoun byl zalétán 11. října 1963. V březnu následujícího roku bylo prvních sedm strojů předáno do letecké školy 60. LPSz (Lotniczy Pulk Szkolny) v Radomi. Na přelomu let 1964/65 bylo u útvaru zařazeno již 29 Isker. Prvních osm exemplářů z III. série s překonstruovanou palivovou soustavou a regulací motoru bylo opět dodáno k 60. LPSz, zbývajícími stroji byl v prosinci 1965 přezbrojen 66. LPSz v Tomaszowě Mazowieckim. Problémy s přeškolením na nový typ u tohoto útvaru vedly k předání všech Isker do Radomi a 66. pluk se vrátil k používání pístových PZL TS-8 Bies. Iskry zde opět působily až v roce 1968.

## Polské letectvo

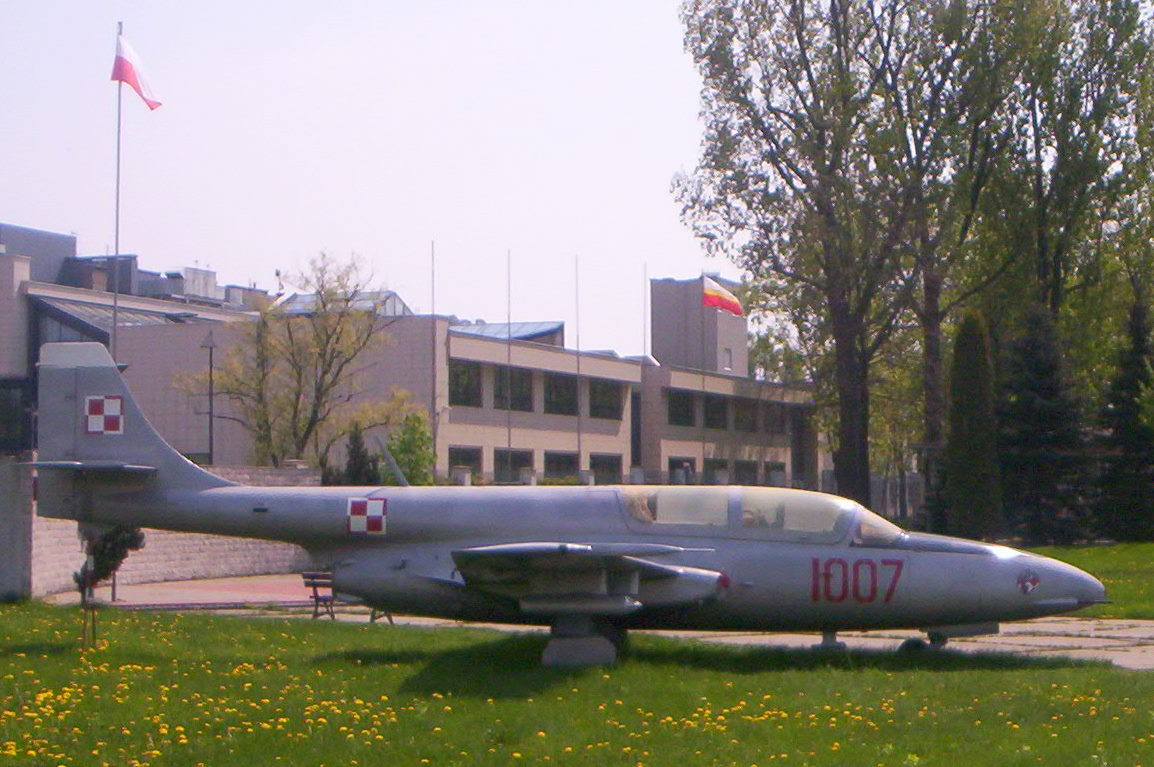
TS-11 Iskra bis B, Muzeum polského letectví v Krakově

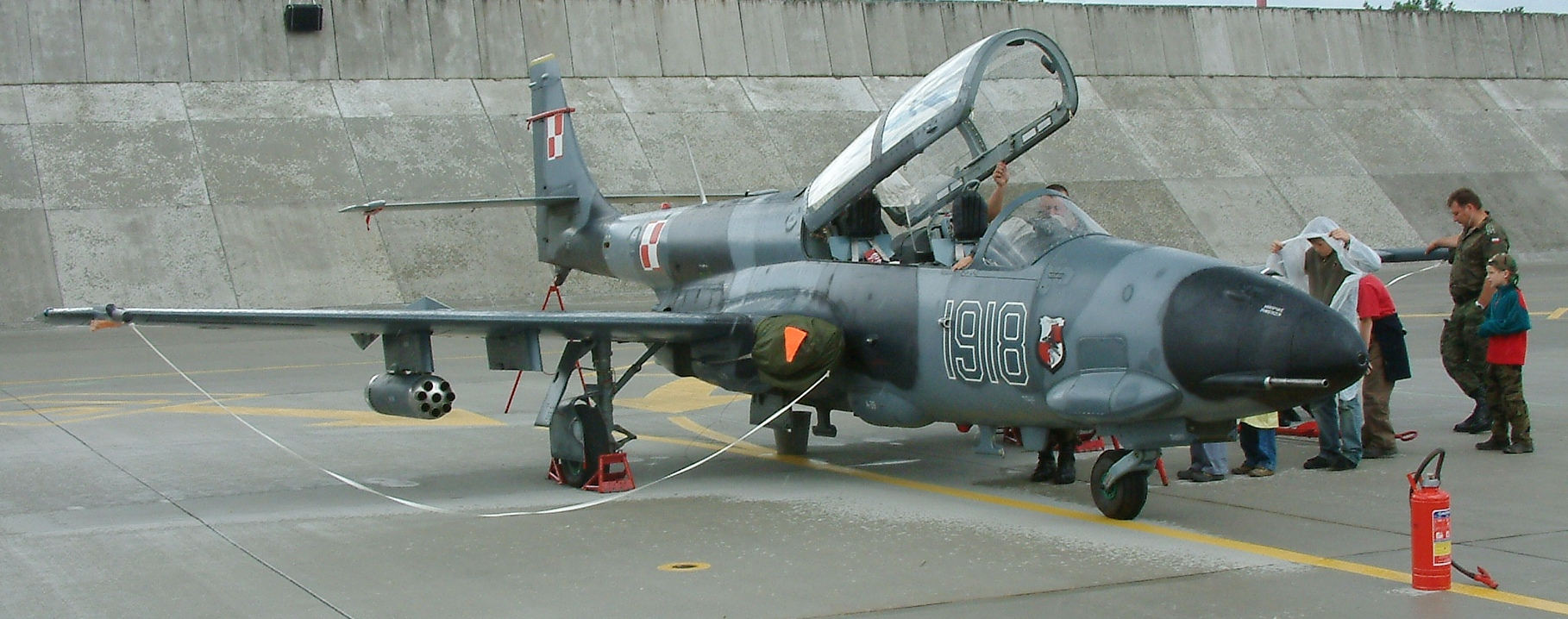
TS-11 Iskra R Novax

Zavedením prvních letounů TS-11 Iskra do výzbroje Ludowego Lotnictwa Polskiego započalo nahrazování pístových letounů TS-8 Bies, které byly nadále využívány pouze pro základní výcvik. První Iskry se v polských leteckých školách objevily v roce 1964, které převzaly většinu z 366 dodaných letounů.
Nejvýznamnější školní jednotkou s TS-11 se stal 60. PSzB (Pulk Szkolny Bojowy), později přejmenovaný na 60. LPSz. Počáteční nespolehlivost a poruchovost typu zapříčinila ztrátu několika letounů včetně pilotů. 30. ledna 1979 navíc polské letectvo přišlo o 24 Isker, na které se zřítil hangár v Radomi přetížený sněhem. Pro zajištění výcviku byly do Radomi převeleny TS-11 od několika ostatních jednotek a již v únoru útvar převzal nové letouny z XVII. série. Většina Isker 60. LPSz byla od ledna 1994 nahrazena turbovrtulovými cvičnými letouny PZL-130 Orlik. V roce 1998 tak útvar disponoval pouze 12 letouny Iskra, z nichž deset provozoval akrobatický tým „Iskry“.

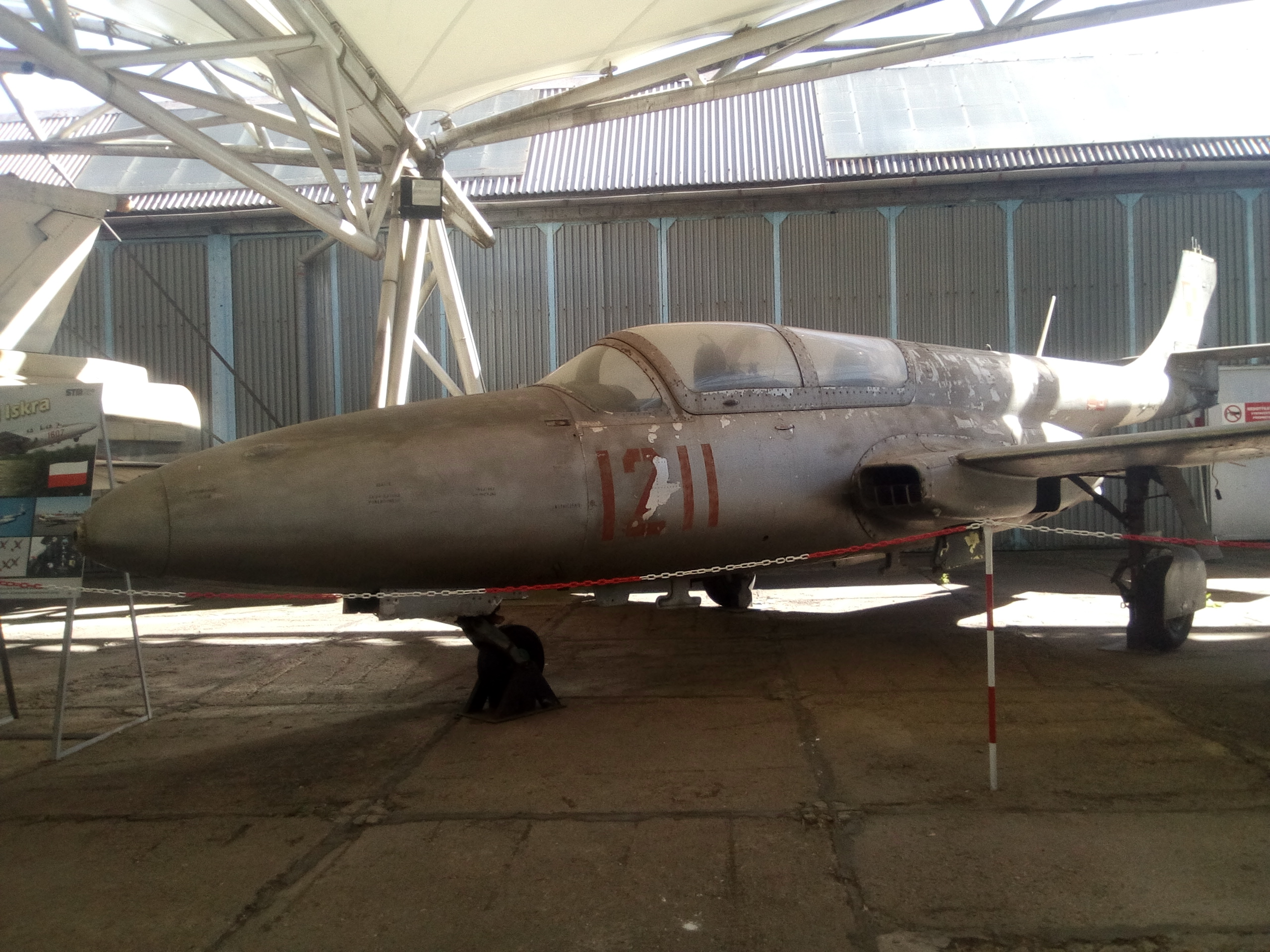
PZL TS-11 lskra v Muzeu letectví Košice.

Druhý školní pluk, 66. LPSz v Tomaszowě Mazowieckim převzal první dvě PZL TS-11 23. prosince 1965. Následujícího roku bylo útvaru dodáno dalších 15 strojů. Z důvodu častých poruch pohonných jednotek byly všechny Iskry předány na jaře 1966 do Radomi. K 66. LPSz byly TS-11 opět dodávány od roku 1968. Redukce stavů polského letectva vedla ke zrušení útvaru k 31. prosinci 1989. 21 Isker bylo převeleno k 58. LPSz a 37 k 60. LPSz, který jednu letku provozoval z Tomaszowa do roku 1995.
Dalším školním plukem vyzbrojeným TS-11 byl 38. LPSz v Modlině, který je používal v létech 1973 až 1980. V období prosinec 1973 až listopad 1974 útvar získal celkem 53 nových Isker. V roce 1980 byl 38. LPSz přezbrojen na stroje SBLim-2 a Lim-5, jednotka pak byla zrušena 31. prosince 1988.
Čtvrtým plukem WOSL (Wyźsa Oficerska Szkola Lotnicza) byl 58. LPSz umístěný v Deblině. Iskry převzala v roce 1980 třetí letka, která 28 kusy TS-11 nahradila 21 letounů Lim-5 (licenční MiG-17). V roce 1987 se Iskry staly jediným typem u tohoto útvaru. Po zrušení programu cvičného letounu I-22 Iryda bylo k 58. LPSz přesunuto k zajištění výcviku několik Isker od bojových jednotek. V roce 1999 tak útvar disponoval 50 TS-11 a po zrušení 61. LPSz a přezbrojení 60. LPSz na Orliky se stal jediným výcvikovým střediskem provozujícím Iskry.
Útvar pokračovacího výcviku 61. LPSz-B v Biala Podlaska zařadil do své výzbroje Iskry po vyřazení všech letounů Lim v 80. letech. První z nich byly k jednotce přiděleny od 60. LPSz v listopadu 1990, další od 58. LPSz o dva měsíce později. Tyto letouny byly dále doplněny v lednu 1995. V průběhu devíti let zde bylo používáno okolo stovky TS-11, z nichž polovina zde byla postupně vyřazena z výzbroje. V roce 1999 byly zbývající Iskry předány do Deblinu, poslední opustila Bialu Podlasku v dubnu 2000.
Poslední výcvikovou jednotkou s několika Iskrami byla 23. LESz (Lotnicza Eskadra Szkolna) v Deblině. Tento typ zde sloužil od roku 1974 do konce 70. let, následně pak k jednotce přejmenované na 23. LES (Lotnicza Eskadra Specjalna) přišly znovu v roce 1999. V roce 2002 zde sloužily ještě dvě Iskry společně s několika letouny MiG-21 a vrtulníky Mi-2.
Ke spojovacím a zabezpečovacím úkolům byly letouny TS-11 zařazeny také u polské protivzdušné obrany státu. První Iskry převzala jednotka 42. ELL-T (Eskadra Lotnictwa Lacznikowo-Transportowego) ve Varšavě v červnu 1975 společně se stíhacími pluky v Minsku Mazowieckim (1. PLM) a v Lasku (10. PLM). Dalších několik TS-11 bylo předáno k 44. ELL-T ve Wroclawi, 62. PLM v Poznani, 11. PLM ve Wroclawi, 43. ELL-T v Bydgosczi, 26. PLM v Zergze Pomorskie, 28. PLM ve Slupsku a 34. PLM v Gdyni-Babie Doly. Všechny tyto jednotky a útvary dostávaly své Iskry přímo z výrobního závodu, dvě starší pak v únoru 1988 dostala 19. LEH (Lotnicza Eskadra Holownicza) v Slupsku k vlekání terčů. Celkem u vojsk protivzdušné obrany státu sloužilo 34 TS-11. Další menší počet TS-11 sloužil přímo u bojových útvarů ke kondičním letům a k pokračovacímu výcviku mladých pilotů.

## Polské námořnictvo
Posledním uživatelem TS-11 v Polsku se stalo námořní letectvo LMW (Lotnictwo Marynarki Wojennej). První Iskry obdržel 7. PLM-Sz v Siemirowicich v květnu 1977. Od března 1991, po vyřazení strojů SBLim-2, získal útvar dalších 15 Isker od různých jednotek, z nichž šest bylo později přestavěno na radarové TS-11R.
Tři Iskry byly zařazeny u 18. ELL v Gdyni-Babich Dolach v létech 1977 až 1987.
V roce 1991 se vrátil 34. PLM z podřízenosti letectva opět k námořnictvu, který kromě MiGů-21 disponoval také čtyřmi TS-11. Po reorganizaci LMW vznikla brigáda námořního letectva se třemi Diwizjony Lotnictwa. Iskry byly poté přiděleny do výzbroje 1. DL MW a 3. DL MW (bývalý 7. PLM-Sz).

## Indické letectvo
Kontrakt na dodávku 50 Isker bis D do Indie byl podepsán v roce 1975. Všechny byly dodány od září 1975 do května 1976 na palubách letounů An-12. TS-11 byly zařazeny k Air Force Academy v Hakimpetu. V roce 1984 byly první indické Iskry modernizovány instalací výkonnější pohonné jednotky SO-3W. V 90. létech bylo pět generálkovaných polských Isker prodáno IAF (Indian Air Force) k náhradě ztrát, následovaných v roce 1998 dalšími 12 generálkovanými Iskrami. Ještě v roce 2002 sloužilo v IAF 35 TS-11. Celkem sedm Isker bylo ztraceno při haváriích následkem vysazení motoru, nebo pádem do vývrtky. Definitivní vyřazení TS-11 z indického letectva nastalo v roce 2004.
Kolem 50 v Polsku vyřazených letounů TS-11 bylo prodáno soukromým společnostem v Austrálii, USA a Velké Británii.

## Verze

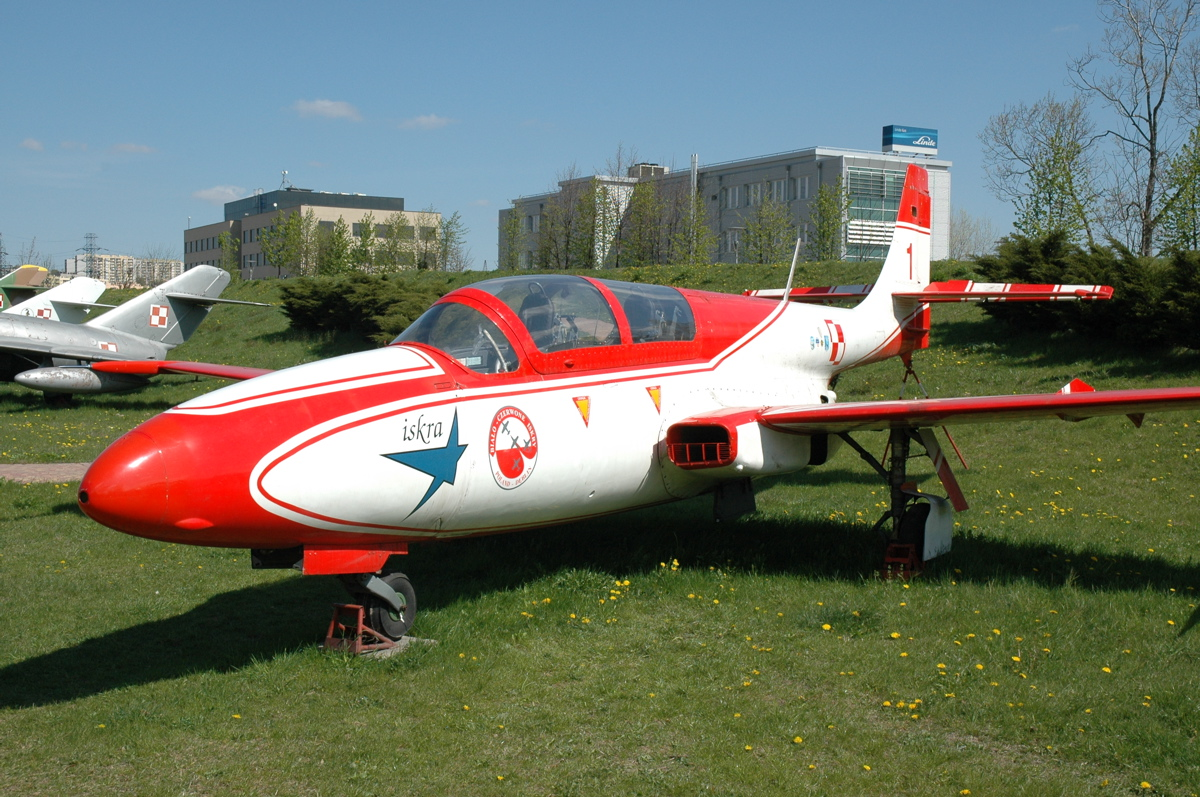
PZL TS-11/MR Iskra

- TS-11 Iskra bis A : První produkční model dvoumístného cvičného letounu z roku 1968, který měl nový motor SO-1 z výrobního závodu WSK-Rzeszów s tahem 9,80 kN. Byl vyzbrojen kanónem NS-23 ráže 23 mm a dvěma čtyřnásobnými bloky Mars-3 pro neřízené rakety ráže 57 mm. Byla vyrobena v sériích I až IV. Od letounu výrobního čísla 1H-0221 byla montována odlehčená katapultážní sedadla z letounů Lim-2, díky kterým se snížila hmotnost stroje a zlepšil se výhled z kokpitu.
- TS-11 Iskra bis B : Dvoumístný cvičný letoun se silnějším motorem SO-3 o tahem 10,8 kN fakticky představoval kompletní bitevní variantu. Byl vyzbrojen kanónem NS-23 ráže 23 mm a dvěma vylepšenými čtyřnásobnými bloky Mars pro neřízené rakety S-5, S-5M nebo S-5K. Tato verze měla také zlepšené radiovybavení a bubnové brzdy byly nahrazeny kotoučovými. Prototyp této verze nesl označení TS-11 Iskra 100 (1H-0405), zalétaný 26. června 1968. Celkem bylo vyrobeno do roku 1974 134 těchto letadel v sériích V až VIII pro školní pluky 60. LPSz a 66. LPSz. Stroje z X. série převzal 38. LPSz v Modlině.
- TS-11 Iskra bis C : Dvoumístný pozorovací letoun určený k řízení dělostřelecké palby, který byl v roce 1972 vyroben jen v sérii 5 kusů (2H-0901 až 2H-0905) v IX. sérii, dodané 60. LPSz v Radomi. Prototypem se stal poslední stroj z V. série (1H-0530). Tato varianta byla vybaven třemi kamerami AFA-39 a anténou Identification Friend or Foe Chrom pod kabinou.
- TS-11 Iskra bis D : Dvoumístná cvičně-bojová verze s kanónem NS-23 se zvýšenou zásobou munice ze 40 na 80 kusů a možností nést rozmanitou podvěsnou výzbroj na čtyřech závěsnících. Prototyp (3H-0720) vznikl přestavbou Iskry bis B (1H-0720), jehož zálet se uskutečnil 19. září 1973. V roce 1983 byla přestavěna pětice Isker bis C v opravárenském závodě WZL-2 v Bydgosczi na standard bis D. Tyto letouny byly z výzbroje vyřazeny v polovině 90. let a tři z nich byly prodány do Indie, která již v létech 1975 a 1976 převzala 50 kusů Iskra bis D.
- TS-11 Iskra bis DF : Dvoumístné bitevní a průzkumné letouny se třemi kamerami AFA-39 v trupu a kořenech křídla. První letoun (3H-1221) opustil závod WSK-Mielec 5. června 1975, samotná produkce varianty bis DF byla ukončena v roce 1979. V roce 1982 byla výrobní linka znovu otevřena sérií XVII s novým motorem SO-3W o tahu 10,79 kN a modernizovaným radiovybavením. Sériová výroba byla oficiálně ukončena v prosinci 1985. Od května do 20. října 1987 bylo ještě vyrobeno 15 strojů k náhradě ztracených letounů, které byly vybaveny radiokompasy ARL-1603, radiostanicemi RS-6106 a magnetickým kompasem BL-03.
- TS-11 Iskra R Novax : Šest v roce 1991 modernizovaných letounů XIX. série s meteorologickým radarem Bendix-King RDS-81, který je umístěn v přídi namísto fotokulometu S-13. V zadní kabině byla demontována řídící páka, která byla nahrazena obrazovkou radaru nad přístrojovou deskou. Navigaci nad Baltem usnadňuje navigační systém GPS RS-5500, montovaný v roce 1992. Uživatelem se stal průzkumný a hlídkovací útvar 3. DL MW (Dywizjon Lotniczy Marynarski Wojennej) dislokovaný v Siemirowicích.
- TS-11 Iskra 200 BR  : Jednomístný letoun určený k průzkumu a palebné podpoře z roku 1972, který zůstal pouze v jednom prototypu (4H-0823). Místo zadního sedadla bylo využito pro palivovou nádrž o objemu 200 litrů. Na čtyři podkřídlové závěsníky bylo možné zavěsit pumy o hmotnosti 50 nebo 100 kg, kulometné kontejnery Zeus-1 s kulometem PKL ráže 7,62 mm, čtyřnásobné raketové bloky Mars-3 či osminásobné Mars-4. Za kanonem NS-23 v přídi byl umístěn aerodynamicky tvarovaný sběrač vystřelených nábojnic. Modernizovaná pohonná jednotka nesla označení SO-3B s tahem 10,8 kN. Letoun byl od roku 1979 do roku 1985 provozován u 45. LED (Lotnicza Eskadra Doświadczania).
- TS-11/MR Iskra : Varianta určená pro polské akrobatické skupiny s demontovaným kanónem, místo kterého je v přídi umístěná nádrž na 45 l nafty pro vyvíjení kouřových efektů. Všechny akrobatické Iskry byly poháněny motorem SO-3W a vybaveny novými radiostanicemi RS-6106. Po generálních opravách byla provedena instalace moderní avioniky a navigačních přístrojů firmy Bendix-King včetně satelitní navigace GPS. První akrobatickou skupinou s letouny PZL TS-11/MR Iskra se stal tým „Rombik“, ustavený v roce 1969 u 60. LPSz v Radomi. V tradici pokračoval od roku 1991 akrobatický tým „Iskry“.

## Specifikace

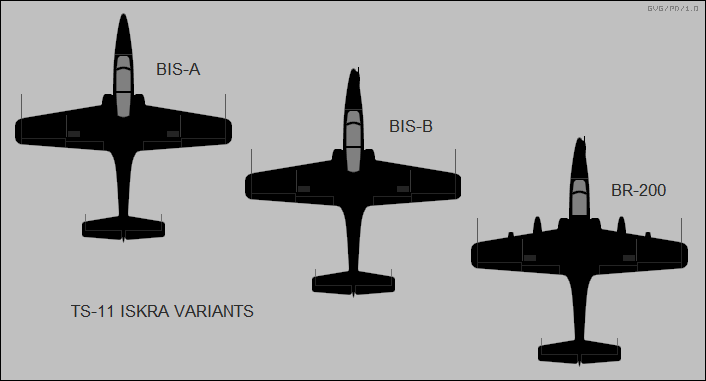
Varianty

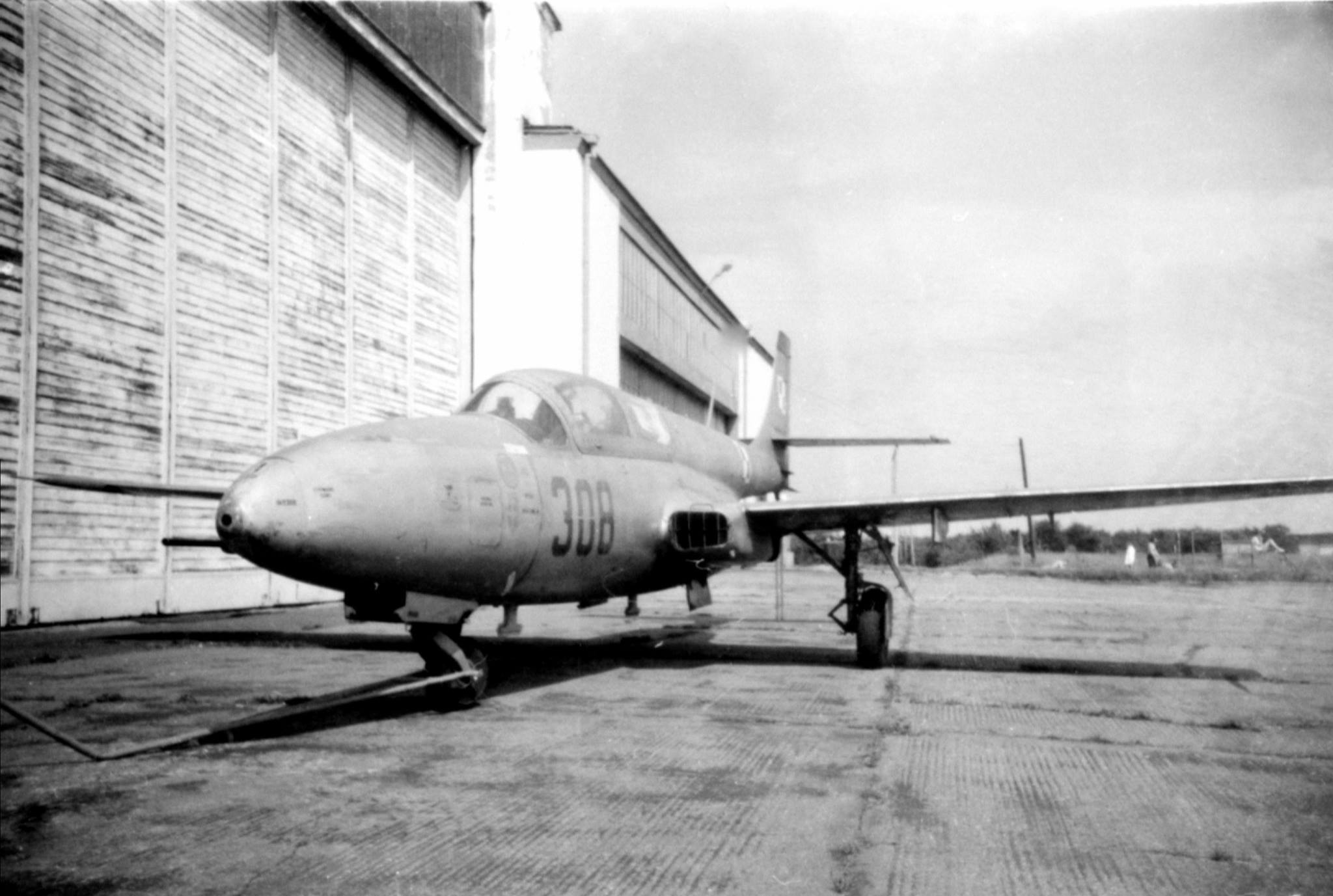
PZL TS-11 Iskra (308)

### Technické údaje
- Posádka: 2 (žák, instruktor)
- Délka: 11,15 m
- Rozpětí: 10,06 m
- Výška: 3,5 m
- Nosná plocha: 17,5 m2
- Hmotnost (prázdný): 2 560 kg
- Hmotnost (naložen): 3 724 kg
- Maximální vzletová hmotnost: 3 840 kg
- Pohonná jednotka: 1 × proudový motor WSK SO-3W o tahu 10,8 kN

### Výkony
- Maximální rychlost: 720 km/h
- Dolet: 1460 km
- Dostup: 11 000 m
- Stoupavost: 14,8 m/s
- Plošné zatížení: 213 kg/m2
- Poměr tah/hmotnost: 0,30

### Výzbroj
- 1x 23 mm kanón NR-23
- 400 kg různých zbraní na 4 vnějších pylonech Mars-4

## Uživatelé
- Polsko
  - Polské letectvo
  - Polské námořnictvo
- Indie

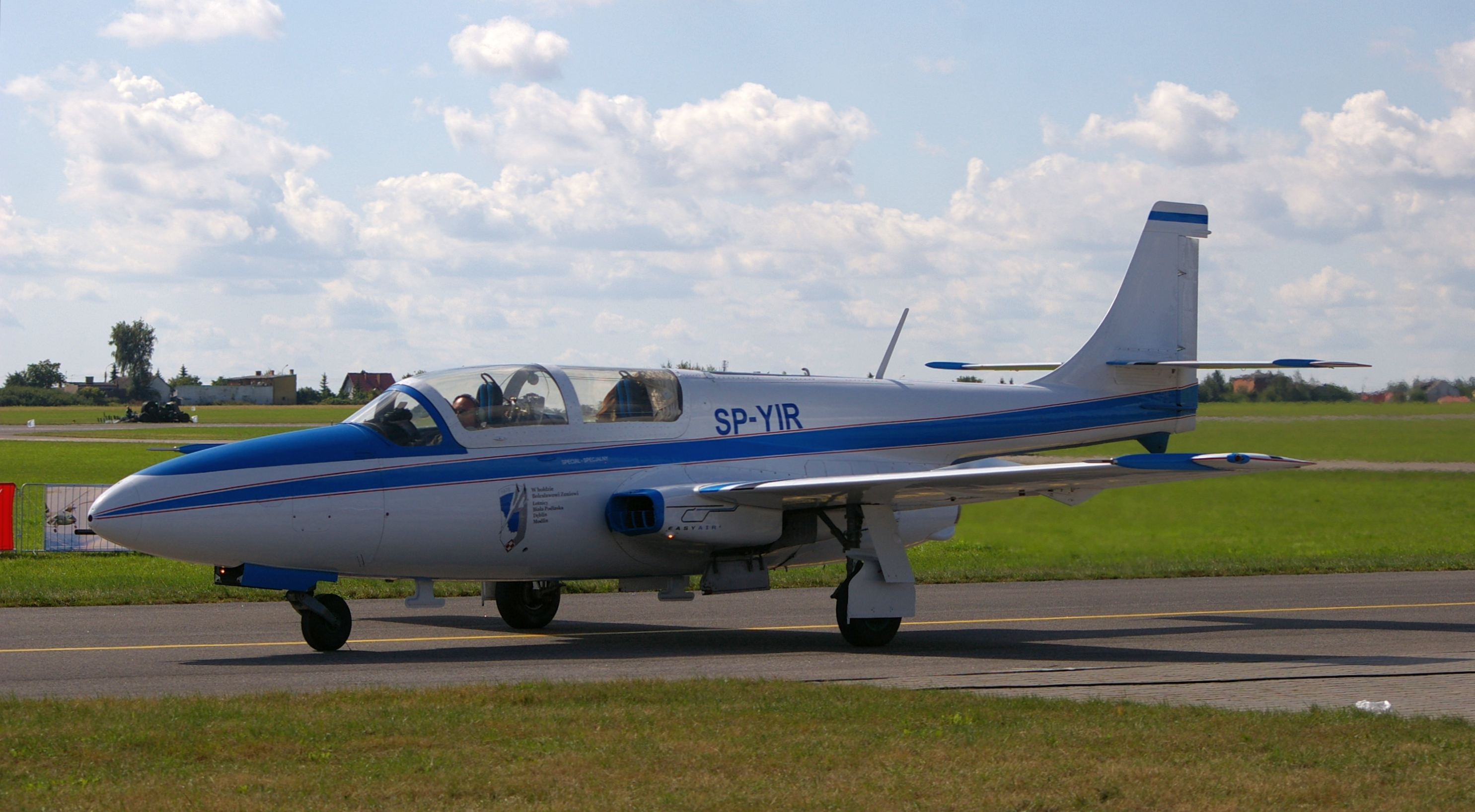
TS-11 Iskra (SP-YIR)

  - Indické letectvo (60 kusů Iskra bis D) - poslední stroje vyřazeny 16.12.2004 [1]